# Europees kampioenschap voetbal mannen onder 19 - 2015 (kwalificatie)
De kwalificatie voor het Europees kampioenschap voetbal voor mannen onder 19 jaar van 2015 werd gespeeld tussen 7 oktober 2014 en 3 juni 2015. Er zouden in totaal zeven landen kwalificeren voor het eindtoernooi dat in juli 2015 heeft plaatsgevonden in Griekenland. In totaal deden er 53 landen van de UEFA mee.

## Gekwalificeerde landen
| # | Land        | Gekwalificeerd als          | Beste prestatie                                 |
| - | ----------- | --------------------------- | ----------------------------------------------- |
| 1 | Griekenland | Gastland                    | Tweede (2007 en 2012)                           |
| 2 | Spanje      | Eliteronde: Winnaar groep 1 | Kampioen (2002, 2004, 2006, 2007, 2011 en 2012) |
| 3 | Duitsland   | Eliteronde: Winnaar groep 2 | Kampioen (2008 en 2014)                         |
| 4 | Rusland     | Eliteronde: Winnaar groep 3 | Groepsfase (2007)                               |
| 5 | Nederland   | Eliteronde: Winnaar groep 4 | Groepsfase (2010 en 2013)                       |
| 6 | Oekraïne    | Eliteronde: Winnaar groep 5 | Kampioen (2009)                                 |
| 7 | Oostenrijk  | Eliteronde: Winnaar groep 6 | Tweede (2003, 2006 en 2014)                     |
| 8 | Frankrijk   | Eliteronde: Winnaar groep 7 | Kampioen (2005 en 2010)                         |

## Loting kwalificatieronde
Bij de loting werd rekening gehouden met de eerdere resultaten van de landen. Zo werd het coëfficiënt berekend met de resultaten van de kwalificatietoernooien van het Europees Kampioenschap voetbal onder 19 van 2011, 2012 en 2013. Een land was automatisch gekwalificeerd voor de eliteronde, Spanje. Griekenland deed niet mee aan de loting, omdat dit land al gekwalificeerd was. De overige landen startten in de kwalificatieronde. Uit iedere pot werd 1 land in een groep gezet. Om politieke redenen mochten Azerbeidzjan en Armenië en Georgië en Rusland niet bij elkaar terecht komen. De loting vond plaats in het hoofdkantoor van de UEFA in Nyon, Zwitserland. Dat was op 28 november 2013 om 10:15.
| Team        | Coëfficiënt | Ranking |
| ----------- | ----------- | ------- |
| Griekenland | 8.667       | —       |

| Team   | Coëfficiënt | Ranking |
| ------ | ----------- | ------- |
| Spanje | 14.833      | 1       |

| Team                  | Coëfficiënt | Ranking |
| --------------------- | ----------- | ------- |
| Frankrijk             | 12.333      | 2       |
| Servië                | 10.833      | 3       |
| Turkije               | 10.500      | 4       |
| Portugal              | 9.833       | 5       |
| Engeland              | 9.833       | 6       |
| Nederland             | 8.500       | 7       |
| Denemarken            | 7.667       | 8       |
| Kroatië               | 7.500       | 9       |
| Duitsland             | 7.333       | 10      |
| België                | 7.333       | 11      |
| Ierland               | 7.167       | 12      |
| Italië                | 7.000       | 13      |
| Noorwegen             | 6.833       | 14      |
| Tsjechië              | 6.833       | 15      |
| Oekraïne              | 6.667       | 16      |
| Georgië               | 6.500       | 17      |
| Oostenrijk            | 6.333       | 18      |
| Zwitserland           | 5.833       | 19      |
| Slowakije             | 5.500       | 20      |
| Roemenië              | 5.167       | 21      |
| Schotland             | 5.167       | 22      |
| Hongarije             | 5.000       | 23      |
| Polen                 | 4.333       | 24      |
| Rusland               | 4.167       | 25      |
| Bosnië en Herzegovina | 4.167       | 26      |
| Israël                | 4.000       | 27      |

| Team            | Coëfficiënt | Ranking |
| --------------- | ----------- | ------- |
| Slovenië        | 3.833       | 28      |
| Noord-Ierland   | 3.667       | 29      |
| Wit-Rusland     | 3.500       | 30      |
| Cyprus          | 3.333       | 31      |
| Montenegro      | 3.333       | 32      |
| Wales           | 3.333       | 33      |
| Bulgarije       | 3.167       | 34      |
| Noord-Macedonië | 3.167       | 35      |
| IJsland         | 3.000       | 36      |
| Finland         | 3.000       | 37      |
| Estland         | 2.667       | 38      |
| Armenië         | 2.667       | 39      |
| Albanië         | 2.667       | 40      |
| Azerbeidzjan    | 2.667       | 41      |
| Zweden          | 2.333       | 42      |
| Letland         | 2.000       | 43      |
| Litouwen        | 1.667       | 44      |
| Moldavië        | 1.500       | 45      |
| Faeröer         | 1.333       | 46      |
| Malta           | 1.000       | 47      |
| Kazachstan      | 0.333       | 48      |
| Luxemburg       | 0.000       | 49      |
| San Marino      | 0.000       | 50      |
| Andorra         | 0.000       | 51      |
| Liechtenstein   | 0.000       | 52      |
| Gibraltar       | 0.000       | 53      |

Vetgedrukt betekent dat dit land zich heeft gekwalificeerd voor het hoofdtoernooi.

## Kwalificatieronde

### Groep 1
De wedstrijden werden gespeeld tussen 10 oktober en 15 oktober in Luxemburg.
| Pos | Team        | Wed | W | G | V | Ptn | DV | DT | +/− | Kwalificatie              |   | ENG | BEL | BLR | LUX |
| --- | ----------- | --- | - | - | - | --- | -- | -- | --- | ------------------------- | - | --- | --- | --- | --- |
| 1   | Engeland    | 3   | 3 | 0 | 0 | 9   | 15 | 2  | +13 | Geplaatst voor eliteronde |   | —   | 4–2 | 3–0 | 8–0 |
| 2   | België      | 3   | 2 | 0 | 1 | 6   | 9  | 6  | +3  | Geplaatst voor eliteronde |   | —   | —   | 3–2 | 4–0 |
| 3   | Wit-Rusland | 3   | 0 | 1 | 2 | 1   | 4  | 8  | −4  |                           |   | —   | —   | —   | 2–2 |
| 4   | Luxemburg   | 3   | 0 | 1 | 2 | 1   | 2  | 14 | −12 |                           | — | —   | —   | —   |     |

### Groep 2
De wedstrijden werden gespeeld tussen 9 oktober en 14 oktober 2014 in Letland.
| Pos | Team       | Wed | W | G | V | Ptn | DV | DT | +/− | Kwalificatie              |   | AUT | GER | LAT | KAZ |
| --- | ---------- | --- | - | - | - | --- | -- | -- | --- | ------------------------- | - | --- | --- | --- | --- |
| 1   | Oostenrijk | 3   | 3 | 0 | 0 | 9   | 7  | 1  | +6  | Geplaatst voor eliteronde |   | —   | 5–1 | 1–0 | 1–0 |
| 2   | Duitsland  | 3   | 2 | 0 | 1 | 6   | 10 | 5  | +5  | Geplaatst voor eliteronde |   | —   | —   | 3–0 | 6–0 |
| 3   | Letland    | 3   | 1 | 0 | 2 | 3   | 3  | 4  | −1  |                           |   | —   | —   | —   | 3–0 |
| 4   | Kazachstan | 3   | 0 | 0 | 3 | 0   | 0  | 10 | −10 |                           | — | —   | —   | —   |     |

### Groep 3
De wedstrijden werden gespeeld tussen 7 oktober en 12 oktober 2014 in Kroatië.
| Pos | Team    | Wed | W | G | V | Ptn | DV | DT | +/− | Kwalificatie              |   | CRO | TUR | EST | ISL |
| --- | ------- | --- | - | - | - | --- | -- | -- | --- | ------------------------- | - | --- | --- | --- | --- |
| 1   | Kroatië | 3   | 2 | 1 | 0 | 7   | 5  | 1  | +4  | Geplaatst voor eliteronde |   | —   | 0–0 | 1–0 | 4–1 |
| 2   | Turkije | 3   | 1 | 2 | 0 | 5   | 7  | 3  | +4  | Geplaatst voor eliteronde |   | —   | —   | 0–0 | 7–3 |
| 3   | Estland | 3   | 1 | 1 | 1 | 4   | 3  | 1  | +2  |                           |   | —   | —   | —   | 3–0 |
| 4   | IJsland | 3   | 0 | 0 | 3 | 0   | 4  | 14 | −10 |                           | — | —   | —   | —   |     |

### Groep 4
De wedstrijden werden gespeeld tussen 10 november en 15 november 2014 in Hongarije.
| Pos | Team         | Wed | W | G | V | Ptn | DV | DT | +/− | Kwalificatie              |   | SVK | AZE | HUN | SLO |
| --- | ------------ | --- | - | - | - | --- | -- | -- | --- | ------------------------- | - | --- | --- | --- | --- |
| 1   | Slowakije    | 3   | 3 | 0 | 0 | 9   | 9  | 2  | +7  | Geplaatst voor eliteronde |   | —   | 4–1 | 3–0 | 2–1 |
| 2   | Azerbeidzjan | 3   | 1 | 1 | 1 | 4   | 5  | 7  | −2  | Geplaatst voor eliteronde |   | —   | —   | 1–1 | 1–1 |
| 3   | Hongarije    | 3   | 0 | 2 | 1 | 2   | 2  | 5  | −3  |                           |   | —   | —   | —   | 3–2 |
| 4   | Slovenië     | 3   | 0 | 1 | 2 | 1   | 4  | 6  | −2  |                           | — | —   | —   | —   |     |

### Groep 5
De wedstrijden werden gespeeld tussen 9 oktober en 14 oktober in Noord-Ierland.
| Pos | Team          | Wed | W | G | V | Ptn | DV | DT | +/− | Kwalificatie              |   | RUS | CZE | NIR | FAR |
| --- | ------------- | --- | - | - | - | --- | -- | -- | --- | ------------------------- | - | --- | --- | --- | --- |
| 1   | Rusland       | 3   | 3 | 0 | 0 | 9   | 15 | 2  | +13 | Geplaatst voor eliteronde |   | —   | 3–0 | 5–2 | 7–0 |
| 2   | Tsjechië      | 3   | 2 | 0 | 1 | 6   | 4  | 3  | +1  | Geplaatst voor eliteronde |   | —   | —   | 2–0 | 2–0 |
| 3   | Noord-Ierland | 3   | 1 | 0 | 2 | 3   | 5  | 7  | −2  |                           |   | —   | —   | —   | 3–0 |
| 4   | Faeröer       | 3   | 0 | 0 | 3 | 0   | 0  | 12 | −12 |                           | — | —   | —   | —   |     |

### Groep 6
De wedstrijden werden gespeeld tussen 13 november en 18 november 2014 in Ierland.
| Pos | Team        | Wed | W | G | V | Ptn | DV | DT | +/− | Kwalificatie              |   | SUI | IRL | MLT | GIB |
| --- | ----------- | --- | - | - | - | --- | -- | -- | --- | ------------------------- | - | --- | --- | --- | --- |
| 1   | Zwitserland | 3   | 2 | 1 | 0 | 7   | 16 | 2  | +14 | Geplaatst voor eliteronde |   | —   | 1–1 | 7–1 | 8–0 |
| 2   | Ierland     | 3   | 2 | 1 | 0 | 7   | 6  | 2  | +4  | Geplaatst voor eliteronde |   | —   | —   | 1–0 | 4–1 |
| 3   | Malta       | 3   | 1 | 0 | 2 | 3   | 4  | 9  | −5  |                           |   | —   | —   | —   | 3–1 |
| 4   | Gibraltar   | 3   | 0 | 0 | 3 | 0   | 2  | 15 | −13 |                           | — | —   | —   | —   |     |

### Groep 7
De wedstrijden werden gespeeld tussen 12 november en 17 november 2014 in Portugal.
| Pos | Team       | Wed | W | G | V | Ptn | DV | DT | +/− | Kwalificatie              |   | POR | DEN | WAL | ALB |
| --- | ---------- | --- | - | - | - | --- | -- | -- | --- | ------------------------- | - | --- | --- | --- | --- |
| 1   | Portugal   | 3   | 3 | 0 | 0 | 9   | 8  | 3  | +5  | Geplaatst voor eliteronde |   | —   | 2–1 | 2–1 | 4–1 |
| 2   | Denemarken | 3   | 2 | 0 | 1 | 6   | 6  | 2  | +4  | Geplaatst voor eliteronde |   | —   | —   | 4–0 | 1–0 |
| 3   | Wales      | 3   | 1 | 0 | 2 | 3   | 3  | 7  | −4  |                           |   | —   | —   | —   | 2–1 |
| 4   | Albanië    | 3   | 0 | 0 | 3 | 0   | 2  | 7  | −5  |                           | — | —   | —   | —   |     |

### Groep 8
De wedstrijden werden gespeeld tussen 12 november en 17 november 2014 in Israël.
| Pos | Team      | Wed | W | G | V | Ptn | DV | DT | +/− | Kwalificatie              |   | UKR | SWE | ISR | BUL |
| --- | --------- | --- | - | - | - | --- | -- | -- | --- | ------------------------- | - | --- | --- | --- | --- |
| 1   | Oekraïne  | 3   | 2 | 1 | 0 | 7   | 12 | 3  | +9  | Geplaatst voor eliteronde |   | —   | 2–2 | 5–0 | 5–1 |
| 2   | Zweden    | 3   | 2 | 1 | 0 | 7   | 8  | 3  | +5  | Geplaatst voor eliteronde |   | —   | —   | 1–0 | 5–1 |
| 3   | Israël    | 3   | 1 | 0 | 2 | 3   | 2  | 7  | −5  |                           |   | —   | —   | —   | 2–1 |
| 4   | Bulgarije | 3   | 0 | 0 | 3 | 0   | 3  | 12 | −9  |                           | — | —   | —   | —   |     |

### Groep 9
De wedstrijden werden gespeeld tussen 10 oktober en 15 oktober 2014 in Servië.
| Pos | Team       | Wed | W | G | V | Ptn | DV | DT | +/− | Kwalificatie              |   | ITA | SRB | ARM | SMR |
| --- | ---------- | --- | - | - | - | --- | -- | -- | --- | ------------------------- | - | --- | --- | --- | --- |
| 1   | Italië     | 3   | 3 | 0 | 0 | 9   | 12 | 1  | +11 | Geplaatst voor eliteronde |   | —   | 3–1 | 3–0 | 6–0 |
| 2   | Servië     | 3   | 2 | 0 | 1 | 6   | 6  | 3  | +3  | Geplaatst voor eliteronde |   | —   | —   | 1–0 | 4–0 |
| 3   | Armenië    | 3   | 1 | 0 | 2 | 3   | 2  | 4  | −2  |                           |   | —   | —   | —   | 2–0 |
| 4   | San Marino | 3   | 0 | 0 | 3 | 0   | 0  | 12 | −12 |                           | — | —   | —   | —   |     |

### Groep 10
De wedstrijden werden gespeeld tussen 9 oktober en 14 oktober 2014 in Polen.
| Pos | Team      | Wed | W | G | V | Ptn | DV | DT | +/− | Kwalificatie              |   | NED | POL | MDA | AND |
| --- | --------- | --- | - | - | - | --- | -- | -- | --- | ------------------------- | - | --- | --- | --- | --- |
| 1   | Nederland | 3   | 3 | 0 | 0 | 9   | 12 | 1  | +11 | Geplaatst voor eliteronde |   | —   | 2–1 | 3–0 | 7–0 |
| 2   | Polen     | 3   | 2 | 0 | 1 | 6   | 8  | 3  | +5  | Geplaatst voor eliteronde |   | —   | —   | 4–1 | 3–0 |
| 3   | Moldavië  | 3   | 1 | 0 | 2 | 3   | 3  | 8  | −5  |                           |   | —   | —   | —   | 2–1 |
| 4   | Andorra   | 3   | 0 | 0 | 3 | 0   | 1  | 12 | −11 |                           | — | —   | —   | —   |     |

### Groep 11
De wedstrijden werden gespeeld tussen 8 oktober en 13 oktober 2014 in Georgië.
| Pos | Team       | Wed | W | G | V | Ptn | DV | DT | +/− | Kwalificatie              |   | MNE | GEO | CYP | ROM |
| --- | ---------- | --- | - | - | - | --- | -- | -- | --- | ------------------------- | - | --- | --- | --- | --- |
| 1   | Montenegro | 3   | 3 | 0 | 0 | 9   | 9  | 3  | +6  | Geplaatst voor eliteronde |   | —   | 2–0 | 6–3 | 1–0 |
| 2   | Georgië    | 3   | 2 | 0 | 1 | 6   | 6  | 4  | +2  | Geplaatst voor eliteronde |   | —   | —   | 3–1 | 3–1 |
| 3   | Cyprus     | 3   | 1 | 0 | 2 | 3   | 5  | 9  | −4  |                           |   | —   | —   | —   | 1–0 |
| 4   | Roemenië   | 3   | 0 | 0 | 3 | 0   | 1  | 5  | −4  |                           | — | —   | —   | —   |     |

### Groep 12
De wedstrijden werden gespeeld tussen 8 oktober en 13 oktober 2014 in Macedonië.
| Pos | Team                  | Wed | W | G | V | Ptn | DV | DT | +/− | Kwalificatie              |   | FRA | BIH | MKD | LIE |
| --- | --------------------- | --- | - | - | - | --- | -- | -- | --- | ------------------------- | - | --- | --- | --- | --- |
| 1   | Frankrijk             | 3   | 2 | 1 | 0 | 7   | 8  | 1  | +7  | Geplaatst voor eliteronde |   | —   | 0–0 | 2–1 | 6–0 |
| 2   | Bosnië en Herzegovina | 3   | 1 | 2 | 0 | 5   | 6  | 1  | +5  | Geplaatst voor eliteronde |   | —   | —   | 1–1 | 5–0 |
| 3   | Noord-Macedonië       | 3   | 1 | 1 | 1 | 4   | 7  | 4  | +3  |                           |   | —   | —   | —   | 5–1 |
| 4   | Liechtenstein         | 3   | 0 | 0 | 3 | 0   | 1  | 16 | −15 |                           | — | —   | —   | —   |     |

### Groep 13
De wedstrijden werden gespeeld tussen 7 oktober en 12 oktober 2014 in Litouwen.
| Pos | Team      | Wed | W | G | V | Ptn | DV | DT | +/− | Kwalificatie              |   | NOR | LTH | SCO | FIN |
| --- | --------- | --- | - | - | - | --- | -- | -- | --- | ------------------------- | - | --- | --- | --- | --- |
| 1   | Noorwegen | 3   | 1 | 2 | 0 | 5   | 3  | 1  | +2  | Geplaatst voor eliteronde |   | —   | 2–0 | 1–1 | 0–0 |
| 2   | Litouwen  | 3   | 1 | 1 | 1 | 4   | 3  | 2  | +1  | Geplaatst voor eliteronde |   | —   | —   | 0–0 | 3–0 |
| 3   | Schotland | 3   | 0 | 3 | 0 | 3   | 3  | 3  | 0   |                           |   | —   | —   | —   | 2–2 |
| 4   | Finland   | 3   | 0 | 2 | 1 | 2   | 2  | 5  | −3  |                           | — | —   | —   | —   |     |

### Rangschikking derde plekken
Een van de landen die derde eindigde in de kwalificatieronde mocht deelnemen aan de eliteronde. Daarbij werd een rangschikking gemaakt om te bepalen om welk land dit ging. Alleen de resultaten van de wedstrijden van tegen de nummers 1 en 2 in de poule telden mee voor deze rangschikking.
| Pos | Grp | Team            | Wed | W | G | V | Ptn | DV | DT | +/− | Kwalificatie |
| --- | --- | --------------- | --- | - | - | - | --- | -- | -- | --- | ------------ |
| 1   | 13  | Schotland       | 2   | 0 | 2 | 0 | 2   | 1  | 1  | 0   | Eliteronde   |
| 2   | 12  | Noord-Macedonië | 2   | 0 | 1 | 1 | 1   | 2  | 3  | −1  |              |
| 3   | 3   | Estland         | 2   | 0 | 1 | 1 | 1   | 0  | 1  | −1  |              |
| 4   | 4   | Hongarije       | 2   | 0 | 1 | 1 | 1   | 1  | 4  | −3  |              |
| 5   | 1   | Wit-Rusland     | 2   | 0 | 0 | 2 | 0   | 2  | 6  | −4  |              |
| 6   | 2   | Letland         | 2   | 0 | 0 | 2 | 0   | 0  | 4  | −4  |              |
| 7   | 9   | Armenië         | 2   | 0 | 0 | 2 | 0   | 0  | 4  | −4  |              |
| 8   | 11  | Cyprus          | 2   | 0 | 0 | 2 | 0   | 4  | 9  | −5  |              |
| 9   | 5   | Noord-Ierland   | 2   | 0 | 0 | 2 | 0   | 2  | 7  | −5  |              |
| 10  | 7   | Wales           | 2   | 0 | 0 | 2 | 0   | 1  | 6  | −5  |              |
| 11  | 10  | Moldavië        | 2   | 0 | 0 | 2 | 0   | 1  | 7  | −6  |              |
| 12  | 8   | Israël          | 2   | 0 | 0 | 2 | 0   | 0  | 6  | −6  |              |
| 13  | 6   | Malta           | 2   | 0 | 0 | 2 | 0   | 1  | 8  | −7  |              |

1. 1 2  Disciplinaire punten.

## Loting eliteronde
De loting voor de eliteronde werd gehouden op 3 december 2014 om 11:20 in het UEFA-hoofdkwartier in Nyon, Zwitserland. De teams werden verdeeld op basis van de resultaten in de kwalificatieronde. Spanje, dat land was automatisch gekwalificeerd voor deze ronde, werd in Pot 1 gezet. Bij de loting werd uit iedere pot 1 land getrokken en die werden bij elkaar in een groep gezet. Landen die in de kwalificatieronde al tegen elkaar hadden gespeeld konden niet nog een keer tegen elkaar loten. Om politieke redenen mochten Rusland en Oekraïne niet tegen elkaar loten.
| Pos | Grp | Team                  | Wed | W | G | V | Ptn | DV | DT | +/− | Seeding |
| --- | --- | --------------------- | --- | - | - | - | --- | -- | -- | --- | ------- |
| 1   | —   | Spanje                | 0   | 0 | 0 | 0 | 0   | 0  | 0  | 0   | Pot A   |
| 2   | 1   | Engeland              | 3   | 3 | 0 | 0 | 9   | 15 | 2  | +13 | Pot A   |
| 3   | 5   | Rusland               | 3   | 3 | 0 | 0 | 9   | 15 | 2  | +13 | Pot A   |
| 4   | 9   | Italië                | 3   | 3 | 0 | 0 | 9   | 12 | 1  | +11 | Pot A   |
| 5   | 10  | Nederland             | 3   | 3 | 0 | 0 | 9   | 12 | 1  | +11 | Pot A   |
| 6   | 4   | Slowakije             | 3   | 3 | 0 | 0 | 9   | 9  | 2  | +7  | Pot A   |
| 7   | 11  | Montenegro            | 3   | 3 | 0 | 0 | 9   | 9  | 3  | +6  | Pot A   |
| 8   | 2   | Oostenrijk            | 3   | 3 | 0 | 0 | 9   | 7  | 1  | +6  | Pot B   |
| 9   | 7   | Portugal              | 3   | 3 | 0 | 0 | 9   | 8  | 3  | +5  | Pot B   |
| 10  | 6   | Zwitserland           | 3   | 2 | 1 | 0 | 7   | 16 | 2  | +14 | Pot B   |
| 11  | 8   | Oekraïne              | 3   | 2 | 1 | 0 | 7   | 12 | 3  | +9  | Pot B   |
| 12  | 12  | Frankrijk             | 3   | 2 | 1 | 0 | 7   | 8  | 1  | +7  | Pot B   |
| 13  | 8   | Zweden                | 3   | 2 | 1 | 0 | 7   | 8  | 3  | +5  | Pot B   |
| 14  | 6   | Ierland               | 3   | 2 | 1 | 0 | 7   | 6  | 2  | +4  | Pot B   |
| 15  | 3   | Kroatië               | 3   | 2 | 1 | 0 | 7   | 5  | 1  | +4  | Pot C   |
| 16  | 2   | Duitsland             | 3   | 2 | 0 | 1 | 6   | 10 | 5  | +5  | Pot C   |
| 17  | 10  | Polen                 | 3   | 2 | 0 | 1 | 6   | 8  | 3  | +5  | Pot C   |
| 18  | 7   | Denemarken            | 3   | 2 | 0 | 1 | 6   | 6  | 2  | +4  | Pot C   |
| 19  | 1   | België                | 3   | 2 | 0 | 1 | 6   | 9  | 6  | +3  | Pot C   |
| 20  | 9   | Servië                | 3   | 2 | 0 | 1 | 6   | 6  | 3  | +3  | Pot C   |
| 21  | 11  | Georgië               | 3   | 2 | 0 | 1 | 6   | 6  | 4  | +2  | Pot C   |
| 22  | 5   | Tsjechië              | 3   | 2 | 0 | 1 | 6   | 4  | 3  | +1  | Pot D   |
| 23  | 12  | Bosnië en Herzegovina | 3   | 1 | 2 | 0 | 5   | 6  | 1  | +5  | Pot D   |
| 24  | 3   | Turkije               | 3   | 1 | 2 | 0 | 5   | 7  | 3  | +4  | Pot D   |
| 25  | 13  | Noorwegen             | 3   | 1 | 2 | 0 | 5   | 3  | 1  | +2  | Pot D   |
| 26  | 13  | Litouwen              | 3   | 1 | 1 | 1 | 4   | 3  | 2  | +1  | Pot D   |
| 27  | 4   | Azerbeidzjan          | 3   | 1 | 1 | 1 | 4   | 5  | 7  | −2  | Pot D   |
| 28  | 13  | Schotland             | 3   | 0 | 3 | 0 | 3   | 3  | 3  | 0   | Pot D   |

1. 1 2 3 4  Disciplinaire punten.

## Eliteronde

### Groep 1
De wedstrijden werden gespeeld tussen 29 mei en juni 2015 in Georgië.
| Pos | Team     | Wed | W | G | V | Ptn | DV | DT | +/− | Kwalificatie                     |   | ESP | POR | GEO | TUR |
| --- | -------- | --- | - | - | - | --- | -- | -- | --- | -------------------------------- | - | --- | --- | --- | --- |
| 1   | Spanje   | 3   | 3 | 0 | 0 | 9   | 13 | 1  | +12 | Geplaatst voor het hoofdtoernooi |   | —   | 4–0 | 4–1 | 5–0 |
| 2   | Portugal | 3   | 2 | 0 | 1 | 6   | 9  | 7  | +2  |                                  |   | —   | —   | 3–2 | 6–1 |
| 3   | Georgië  | 3   | 1 | 0 | 2 | 3   | 5  | 8  | −3  |                                  | — | —   | —   | 2–1 |     |
| 4   | Turkije  | 3   | 0 | 0 | 3 | 0   | 2  | 13 | −11 |                                  | — | —   | —   | —   |     |

### Groep 2
De wedstrijden werden gespeeld tussen 26 maart en 31 maart 2015 in Duitsland.
| Pos | Team      | Wed | W | G | V | Ptn | DV | DT | +/− | Kwalificatie                     |   | GER | SVK | CZE | IRL |
| --- | --------- | --- | - | - | - | --- | -- | -- | --- | -------------------------------- | - | --- | --- | --- | --- |
| 1   | Duitsland | 3   | 2 | 1 | 0 | 7   | 10 | 3  | +7  | Geplaatst voor het hoofdtoernooi |   | —   | 1–1 | 6–0 | 3–2 |
| 2   | Slowakije | 3   | 1 | 2 | 0 | 5   | 6  | 3  | +3  |                                  |   | —   | —   | 3–0 | 2–2 |
| 3   | Tsjechië  | 3   | 1 | 0 | 2 | 3   | 1  | 9  | −8  |                                  | — | —   | —   | 1–0 |     |
| 4   | Ierland   | 3   | 0 | 1 | 2 | 1   | 4  | 6  | −2  |                                  | — | —   | —   | —   |     |

### Groep 3
De wedstrijden werden gespeeld tussen 26 maart en 31 maart 2015 in Zweden.
| Pos | Team     | Wed | W | G | V | Ptn | DV | DT | +/− | Kwalificatie                     |   | RUS | BEL | LTU | SWE |
| --- | -------- | --- | - | - | - | --- | -- | -- | --- | -------------------------------- | - | --- | --- | --- | --- |
| 1   | Rusland  | 3   | 3 | 0 | 0 | 9   | 10 | 1  | +9  | Geplaatst voor het hoofdtoernooi |   | —   | 1–0 | 6–0 | 3–1 |
| 2   | België   | 3   | 1 | 1 | 1 | 4   | 4  | 3  | +1  |                                  |   | —   | —   | 2–2 | 2–0 |
| 3   | Litouwen | 3   | 0 | 2 | 1 | 2   | 3  | 9  | −6  |                                  | — | —   | —   | 1–1 |     |
| 4   | Zweden   | 3   | 0 | 1 | 2 | 1   | 2  | 6  | −4  |                                  | — | —   | —   | —   |     |

### Groep 4
De wedstrijden werden gespeeld tussen 26 maart en 31 maart 2015 in Nederland.
| Pos | Team        | Wed | W | G | V | Ptn | DV | DT | +/− | Kwalificatie                     |   | NED | SRB | NOR | SUI |
| --- | ----------- | --- | - | - | - | --- | -- | -- | --- | -------------------------------- | - | --- | --- | --- | --- |
| 1   | Nederland   | 3   | 2 | 1 | 0 | 7   | 6  | 1  | +5  | Geplaatst voor het hoofdtoernooi |   | —   | 1–0 | 1–1 | 4–0 |
| 2   | Servië      | 3   | 2 | 0 | 1 | 6   | 7  | 4  | +3  |                                  |   | —   | —   | 4–2 | 3–1 |
| 3   | Noorwegen   | 3   | 1 | 1 | 1 | 4   | 4  | 5  | −1  |                                  | — | —   | —   | 1–0 |     |
| 4   | Zwitserland | 3   | 0 | 0 | 3 | 0   | 1  | 8  | −7  |                                  | — | —   | —   | —   |     |

### Groep 5
De wedstrijden werden gespeeld tussen 14 mei en 19 mei 2015 in Bosnië en Herzegovina.
| Pos | Team                  | Wed | W | G | V | Ptn | DV | DT | +/− | Kwalificatie                     |   | UKR | MNE | BIH | POL |
| --- | --------------------- | --- | - | - | - | --- | -- | -- | --- | -------------------------------- | - | --- | --- | --- | --- |
| 1   | Oekraïne              | 3   | 2 | 1 | 0 | 7   | 7  | 3  | +4  | Geplaatst voor het hoofdtoernooi |   | —   | 2–0 | 1–1 | 4–2 |
| 2   | Montenegro            | 3   | 2 | 0 | 1 | 6   | 3  | 3  | 0   |                                  |   | —   | —   | 1–0 | 2–1 |
| 3   | Bosnië en Herzegovina | 3   | 1 | 1 | 1 | 4   | 3  | 2  | +1  |                                  | — | —   | —   | 2–0 |     |
| 4   | Polen                 | 3   | 0 | 0 | 3 | 0   | 3  | 8  | −5  |                                  | — | —   | —   | —   |     |

### Groep 6
De wedstrijden werden gespeeld tussen 26 maart en 31 maart 2015 in Oostenrijk.
| Pos | Team       | Wed | W | G | V | Ptn | DV | DT | +/− | Kwalificatie                     |   | AUT | SCO | ITA | CRO |
| --- | ---------- | --- | - | - | - | --- | -- | -- | --- | -------------------------------- | - | --- | --- | --- | --- |
| 1   | Oostenrijk | 3   | 2 | 0 | 1 | 6   | 5  | 3  | +2  | Geplaatst voor het hoofdtoernooi |   | —   | 2–1 | 2–1 | 2–0 |
| 2   | Schotland  | 3   | 1 | 2 | 0 | 5   | 3  | 2  | +1  |                                  |   | —   | —   | 0–0 | 1–1 |
| 3   | Italië     | 3   | 0 | 2 | 1 | 2   | 3  | 4  | −1  |                                  | — | —   | —   | 2–2 |     |
| 4   | Kroatië    | 3   | 0 | 2 | 1 | 2   | 3  | 5  | −2  |                                  | — | —   | —   | —   |     |

### Groep 7
De wedstrijden werden gespeeld tussen 26 maart en 31 maart 2015 in Frankrijk.
| Pos | Team         | Wed | W | G | V | Ptn | DV | DT | +/− | Kwalificatie                     |   | FRA | ENG | DEN | AZE |
| --- | ------------ | --- | - | - | - | --- | -- | -- | --- | -------------------------------- | - | --- | --- | --- | --- |
| 1   | Frankrijk    | 3   | 3 | 0 | 0 | 9   | 6  | 1  | +5  | Geplaatst voor het hoofdtoernooi |   | —   | 2–1 | 2–0 | 2–0 |
| 2   | Engeland     | 3   | 2 | 0 | 1 | 6   | 5  | 4  | +1  |                                  |   | —   | —   | 3–2 | 1–0 |
| 3   | Denemarken   | 3   | 1 | 0 | 2 | 3   | 5  | 5  | 0   |                                  | — | —   | —   | 3–0 |     |
| 4   | Azerbeidzjan | 3   | 0 | 0 | 3 | 0   | 0  | 6  | −6  |                                  | — | —   | —   | —   |     |